# Olivier Patience
Olivier Patience (Évreux, 25 maart 1980) is een Franse professionele tennisspeler. Zijn hoogste positie op de ATP Rankings was de 87e plek, die hij op 19 juli 2004 bereikte.
De Fransman won nooit een ATP-toernooi, maar wist wel verscheidene challengers op zijn naam te schrijven. In 2004 bereikte Patience de derde ronde de Australian Open, drie jaar later herhaalde hij dat op Roland Garros 2007. Tijdens zijn recentste deelname aan een Grand Slam, op Roland Garros 2010, verloor hij in de eerste ronde van Thiemo de Bakker.

## Prestatietabel
| Legenda | Legenda                          |
| ------- | -------------------------------- |
| g.t.    | geen toernooi gehouden           |
| l.c.    | lagere categorie                 |
| –       | niet deelgenomen                 |
| G       | uitgeschakeld in de groepsfase   |
| 1R      | uitgeschakeld in de eerste ronde |
| 2R      | uitgeschakeld in de tweede ronde |
| 3R      | uitgeschakeld in de derde ronde  |
| 4R      | uitgeschakeld in de vierde ronde |
| KF      | uitgeschakeld in de kwartfinale  |
| HF      | uitgeschakeld in de halve finale |
| F       | de finale verloren               |
| W       | het toernooi gewonnen            |
| w-v     | winst/verlies-balans             |

### Prestatietabel grand slam, enkelspel
| Toernooi        | 2002 | 2003 | 2004 | 2005 | 2006 | 2007 | 2008 | 2009 | 2010 |
| --------------- | ---- | ---- | ---- | ---- | ---- | ---- | ---- | ---- | ---- |
| Australian Open | 1R   | –    | 3R   | 1R   | –    | 1R   | 1R   | –    | –    |
| Roland Garros   | –    | –    | 2R   | 2R   | 1R   | 3R   | 1R   | –    | 1R   |
| Wimbledon       | –    | –    | 1R   | –    | –    | –    | –    | –    | –    |
| US Open         | –    | –    | 1R   | –    | 1R   | –    | –    | –    | –    |

### Prestatietabel grand slam, dubbelspel
| Toernooi        | 2000 | 2001 | 2002 | 2003 | 2004 | 2005 | 2006 | 2007 | 2008 | 2009 | 2010 | 2011 |
| --------------- | ---- | ---- | ---- | ---- | ---- | ---- | ---- | ---- | ---- | ---- | ---- | ---- |
| Australian Open | –    | –    | –    | –    | –    | –    | –    | 1R   | –    | –    | –    | –    |
| Roland Garros   | 2R   | –    | 1R   | –    | 1R   | 1R   | 1R   | –    | 2R   | –    | –    | 1R   |
| Wimbledon       | –    | –    | –    | –    | –    | –    | –    | –    | –    | –    | –    | –    |
| US Open         | –    | –    | –    | –    | –    | –    | –    | –    | –    | –    | –    | –    |